# Ammotrechula mulaiki
Ammotrechula mulaiki är en spindeldjursart som beskrevs av Muma 1951. Ammotrechula mulaiki ingår i släktet Ammotrechula och familjen Ammotrechidae. Inga underarter finns listade i Catalogue of Life.